# Sid Atkinson
Sidney James Montford "Sid" Atkinson , född 14 mars 1901 i Durban, död 31 augusti 1977 i Durban, var en sydafrikansk friidrottare.
Atkinson blev olympisk mästare på 110 meter häck vid olympiska sommarspelen 1928 i Amsterdam.